# Temple de la renommée des femmes du Texas

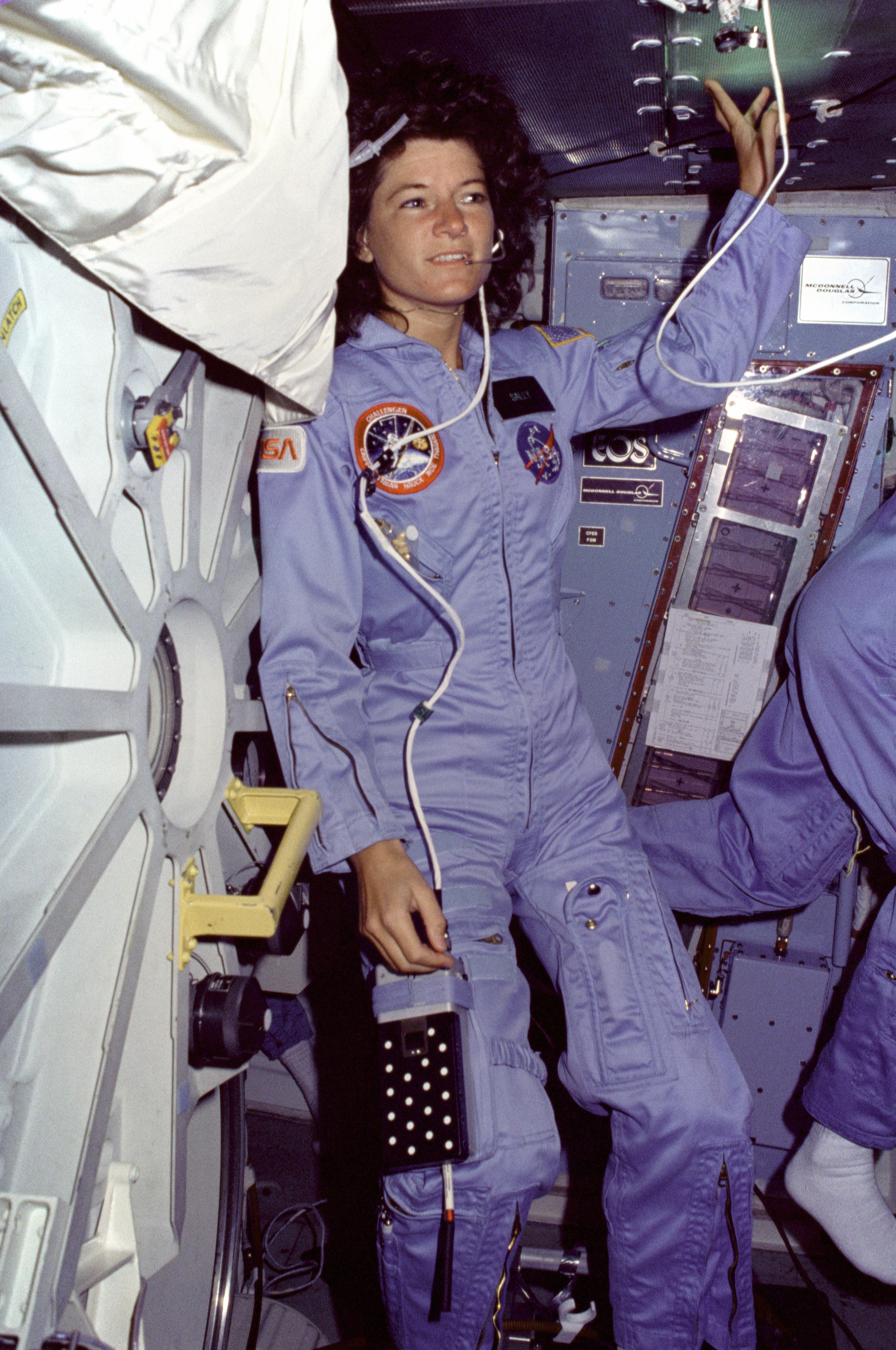
L'astronaute Sally Ride.

Le Temple de la renommée des femmes du Texas (Texas Women's Hall of Fame) est créé en 1984 par la Commission du Gouverneur sur les Femmes. Les lauréates sont sélectionnées tous les deux ans à partir de propositions du public. Elles doivent soit être natives du Texas, soit y résider au moment de leur nomination.

## Exposition
Le musée du Temple de la renommée des femmes du Texas est situé dans le Hubbard Hall à Denton, Texas sur le campus de la Texas Woman's University (en). Il héberge une exposition permanente montrant les accomplissements de chacune des lauréates.

## Lauréates

### 1984
- Christia Adair (1893–1989), suffragette afro-américaine et militante des droits civils[2].
- Kate Atkinson Bell (1907–2003), éducatrice[3].
- Vivian Castleberry (1922–), journaliste, auteure, activiste[4].
- Lila Cockrell (1922–), femme d'affaires, ancienne maire de San Antonio[5].
- Clotilde Garcia (1917–)[6].
- Jeane Porter Hester (1929–), physicienne[7].
- Oveta Culp Hobby (1905–1995)[8].
- Mary Evelyn Blagg Huey, Présidente de la Texas Woman's University[9].
- Sarah T. Hughes (en) (1896–1985)[10].
- Lady Bird Johnson (1912–2007), Première dame des États-Unis[11].
- Barbara Jordan (1936–1996), femme politique[12].
- Amy Freeman Lee (1909–1997), artiste, écrivain[13].

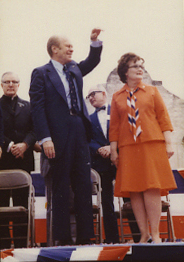
Lila Cockrell (à droite), 1976
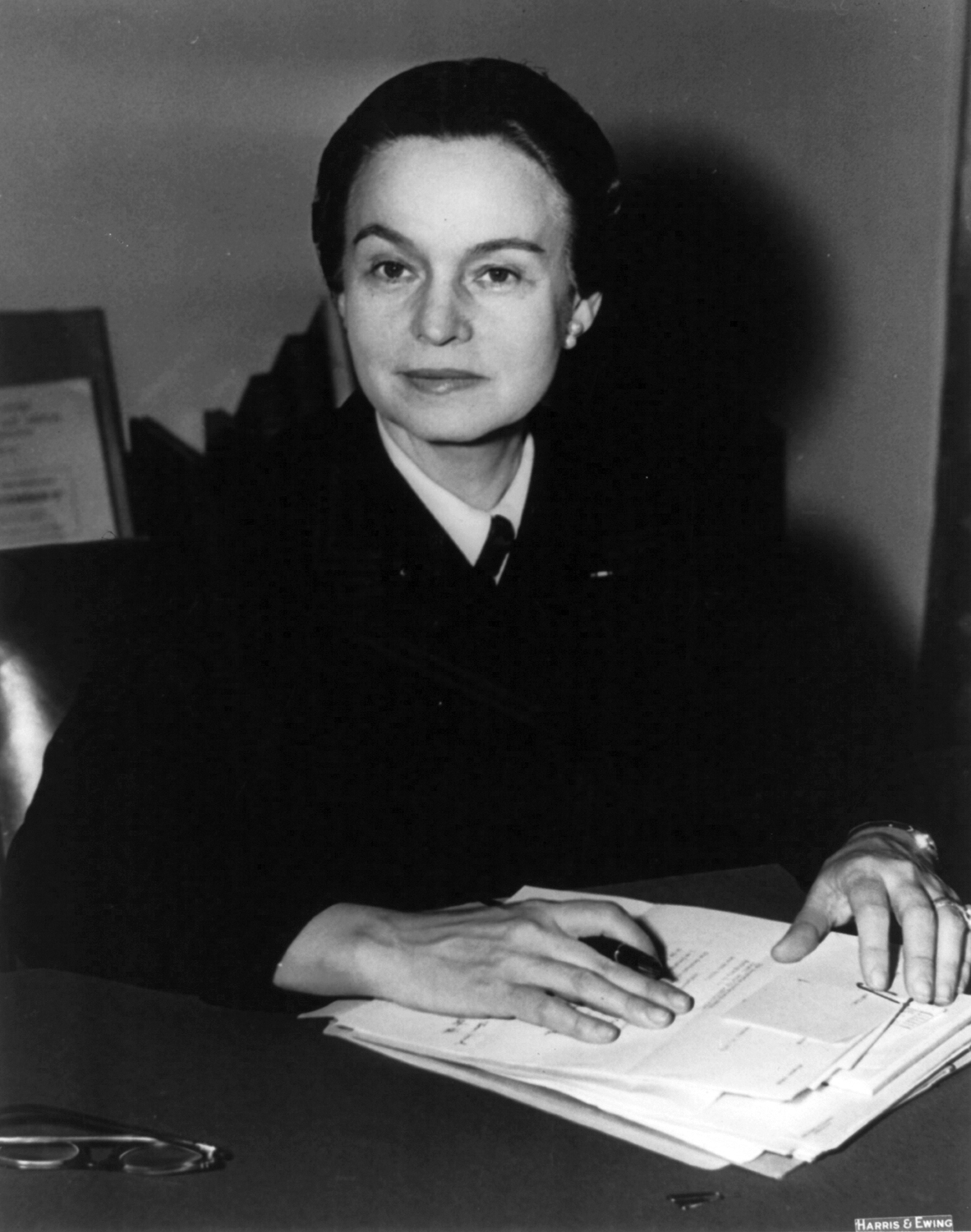
Hobby Oveta Culp
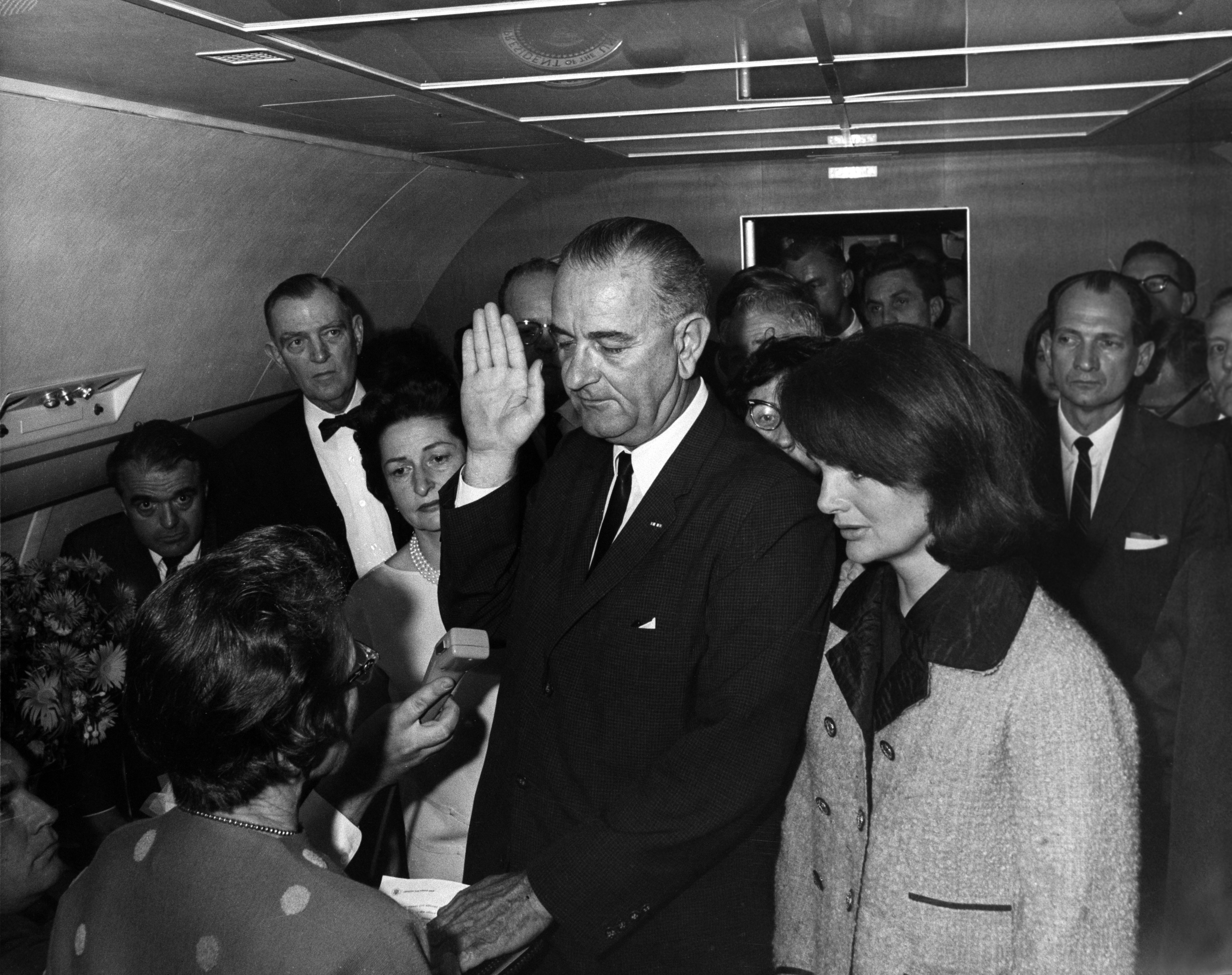
Sarah T. Hughes
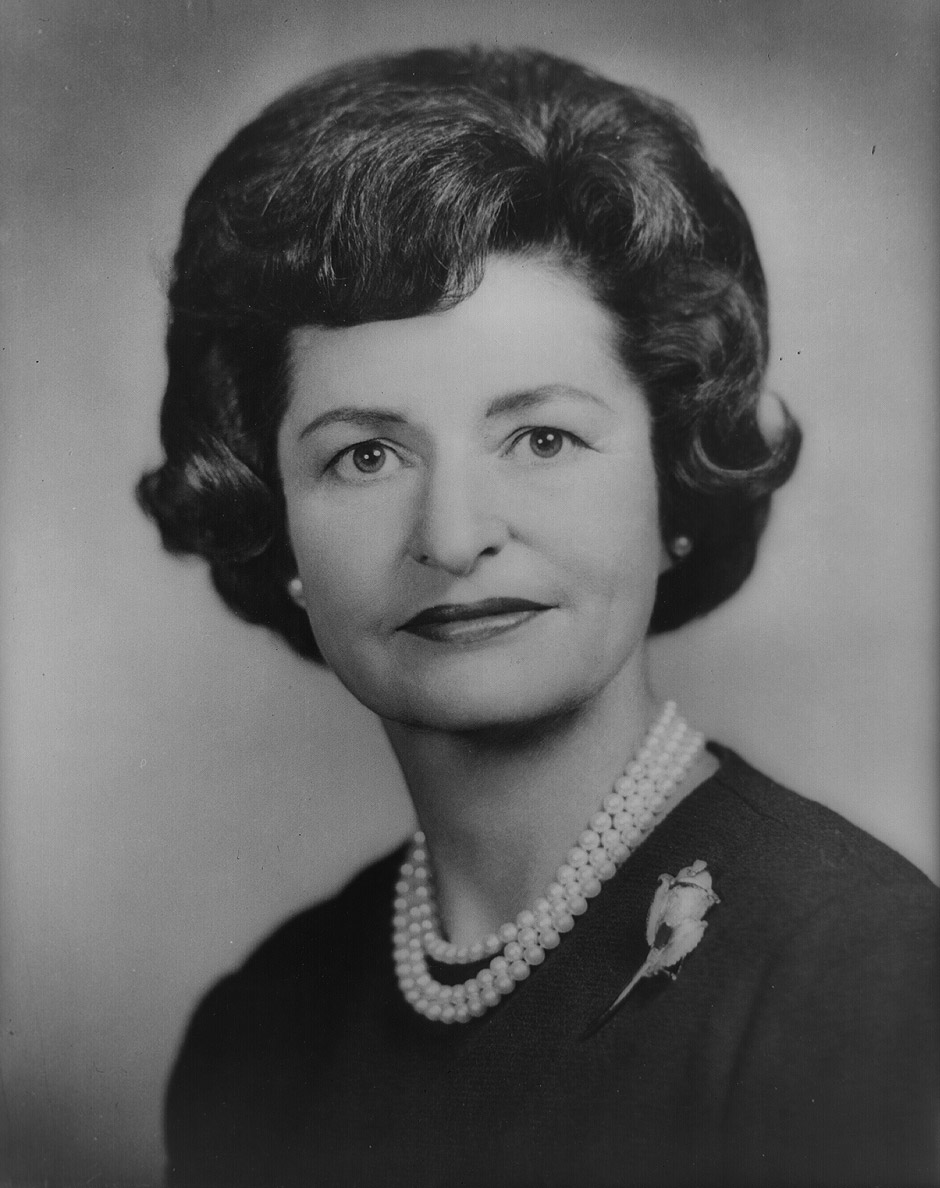
Lady Bird Johnson
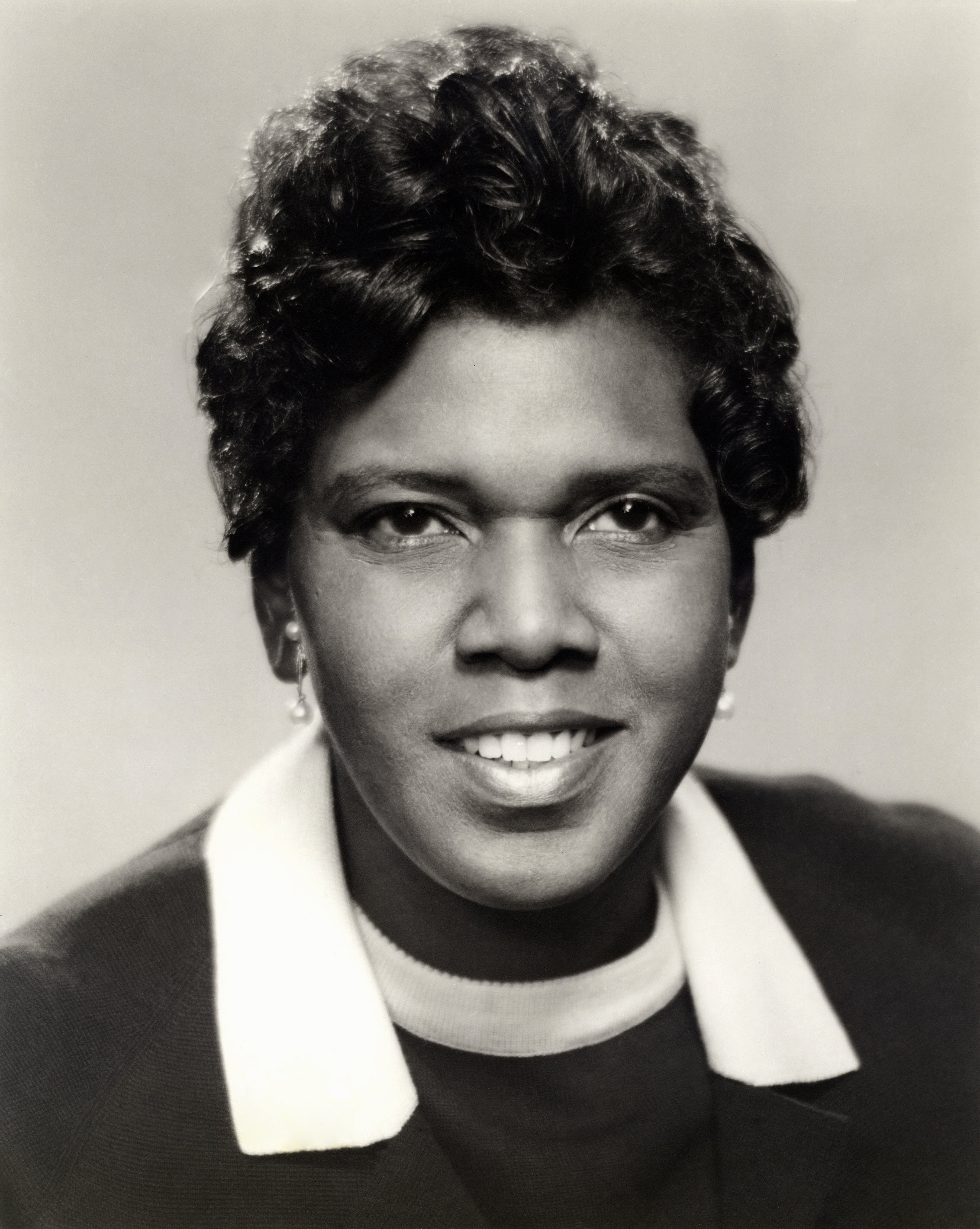
Barbara Jordan

### 1985
- Benjy Frances Brooks, première chirurgienne pédiatrique du Texas[14].
- Patricia Happ Buffler, épidémiologiste[15].
- Liz Carpenter (1920–2010)[16]
- Grace Woodruff Cartwright (1908–2003)[17].
- Helen Farabee (en) (1934–1988)[18].
- María Elena Flood, éducatrice[19].
- Willie Lee Glass[20].
- Lydia Mendoza (en) (1916–2007), musicienne[21].
- Jenny Lind Porter, poète[22].
- Louise Raggio (en) (1919–2011), magistrate[23].
- Ann Richards (1933–2006), gouverneur du Texas[24].
- Edna Gardner Whyte (en) (1902–1992), pionnière de l'aviation[25].

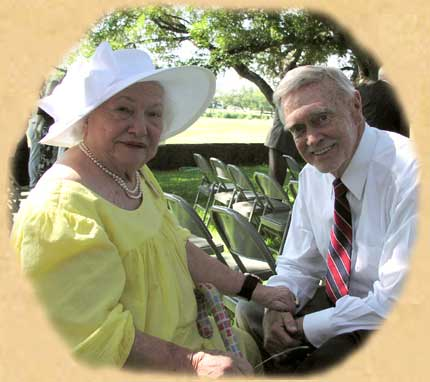
Liz Carpenter
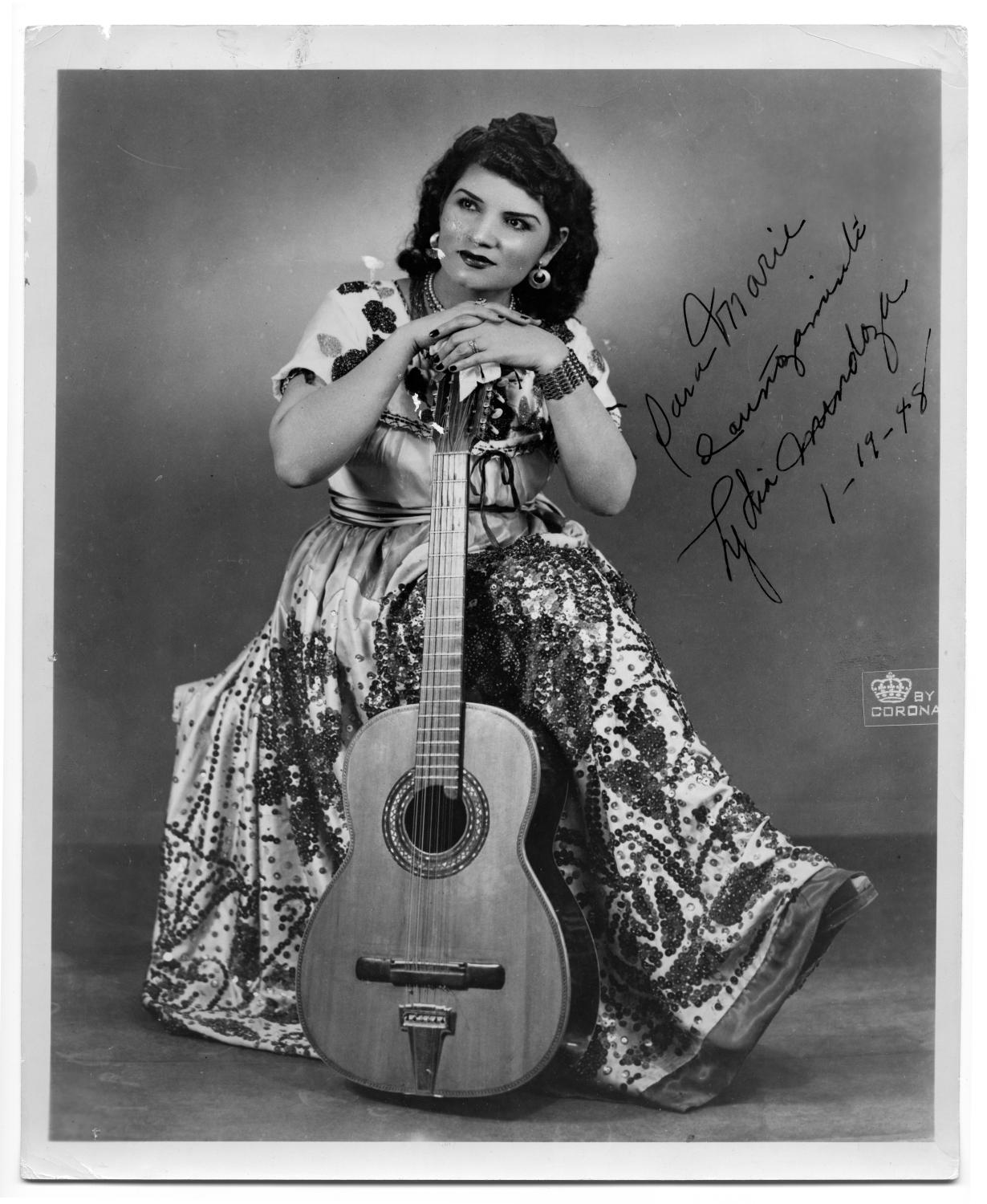
Lydia Mendoza
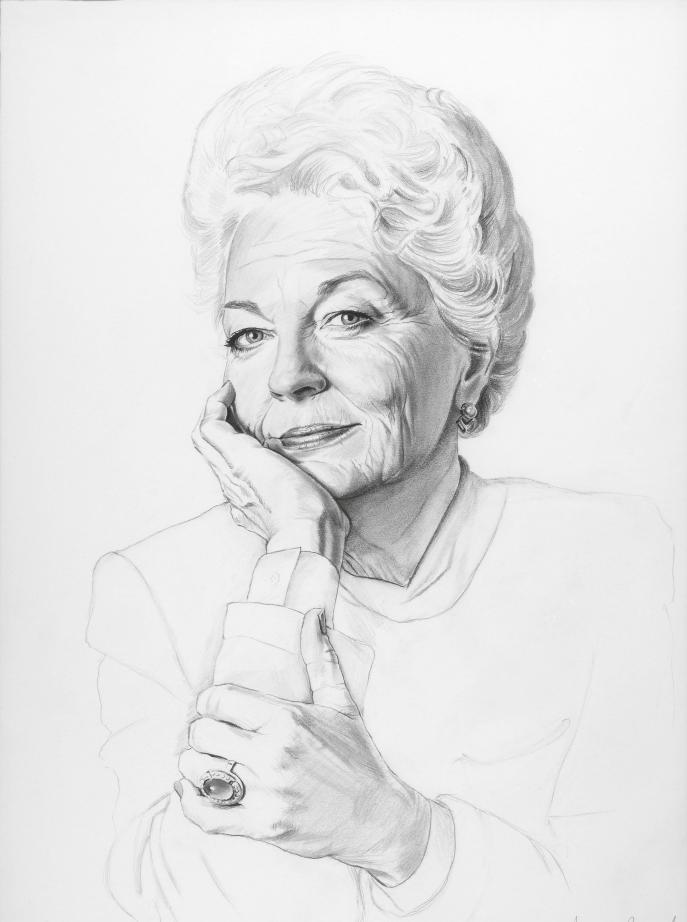
Ann Richards

### 1986
- Anne Armstrong (1927–2008), ambassadrice en Grande-Bretagne[26].
- Mary Kay Ash (1918–2001)[27].
- Caro Crawford Brown (1908–2001), journaliste[28].
- Alicia Chacón[29].
- Jody Conradt (en) (1941–), entraîneur de l'équipe féminine de basketball à l'Université du Texas à Austin[30].
- Margaret Cousins (1905–1996), écrivain[31].
- Wilhelmina Ruth Delco (1929–)[32].
- Frances Goff (1916–1994)[33].
- Mary Lavinia Griffith (1906–1993)[34].
- May Owen (en) (1892–1988), physicienne[35].
- Sally Ride (1943–2012), astronaute, première américaine dans l'espace[36].
- Ada Simond (1903–1989)[37].
- Hermine Tobolowsky (1921–1995)[38].

Mary Kay Ash
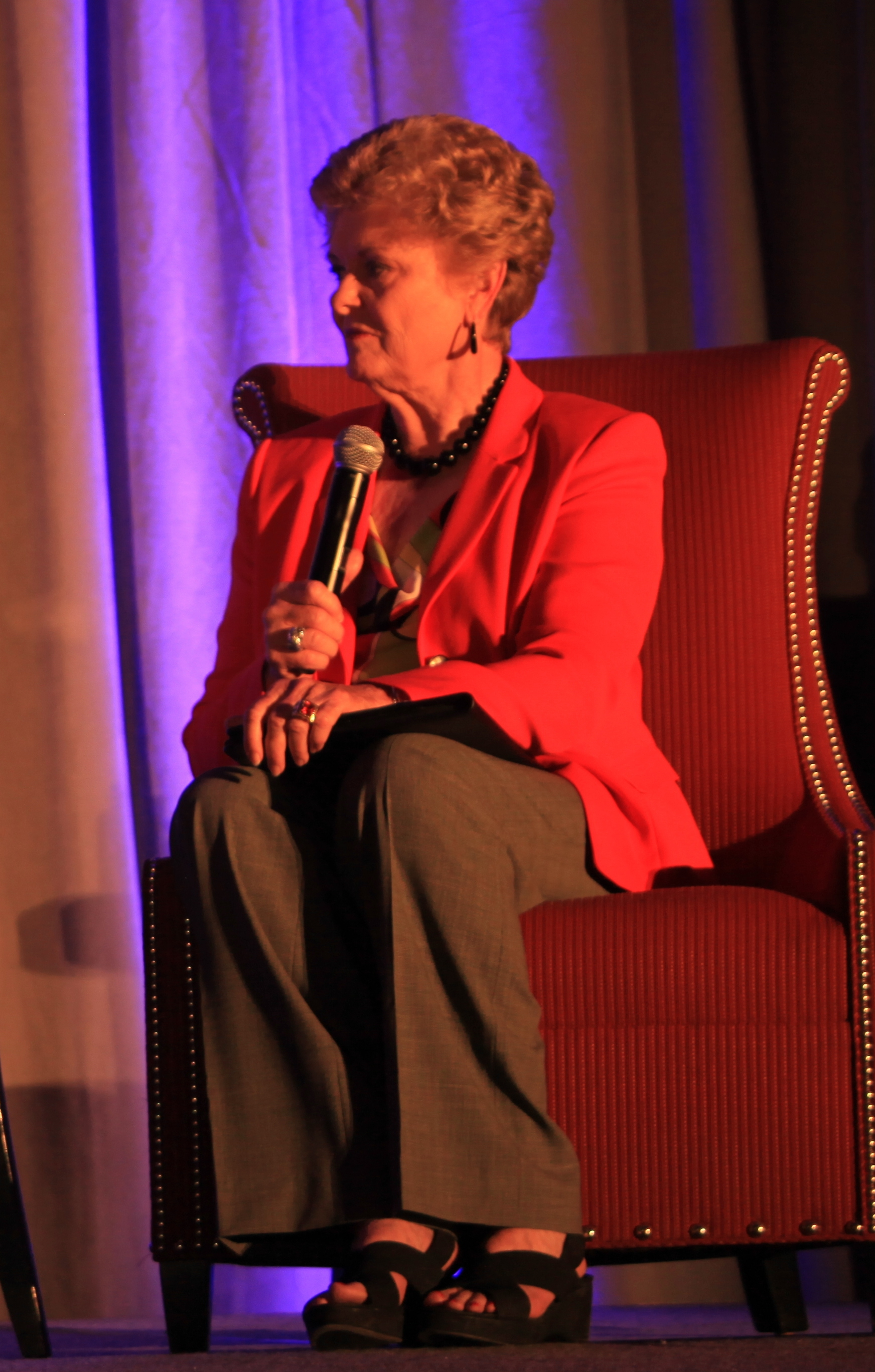
Jody Conradt
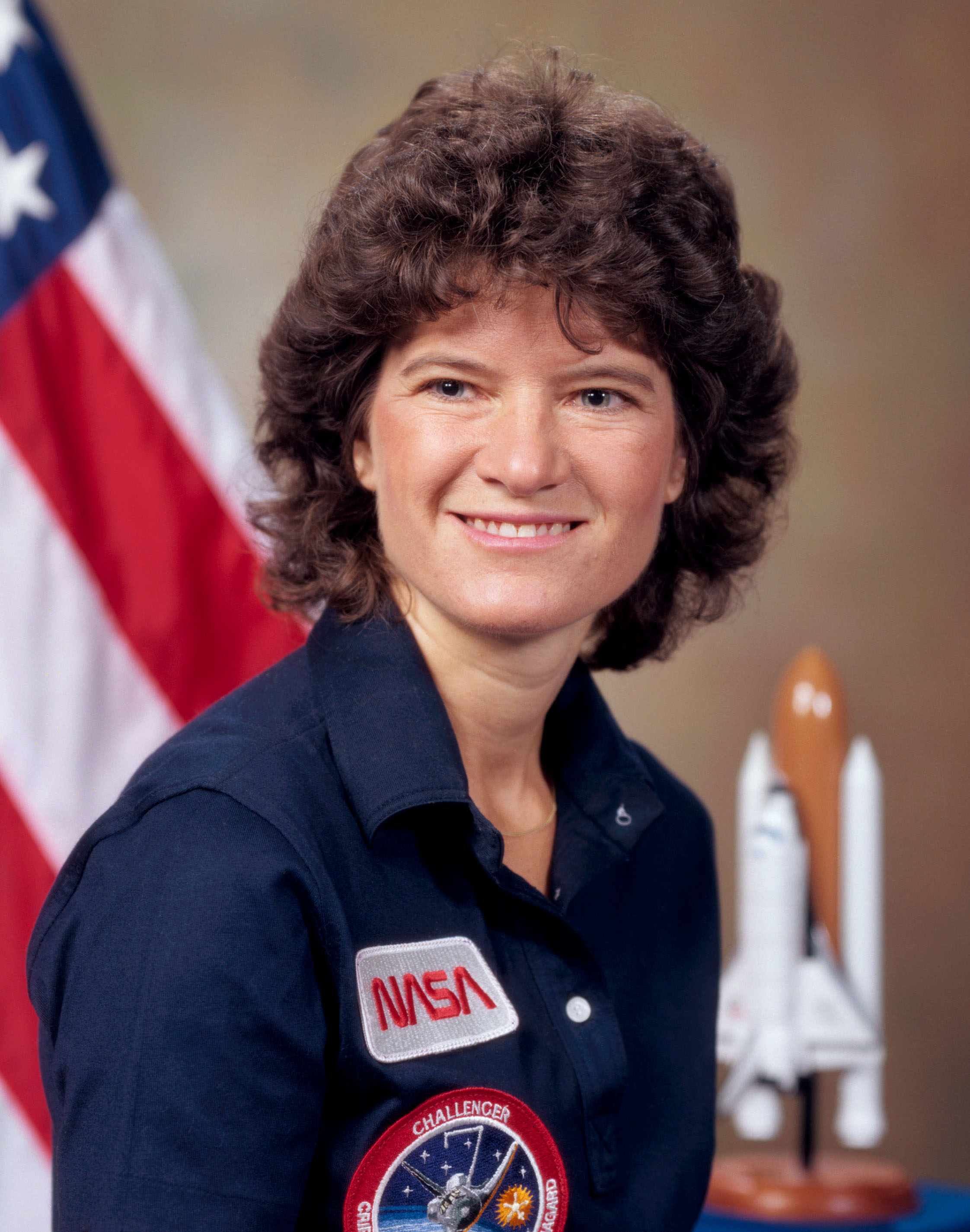
Sally Ride

### 1987
- Lucy G. Acosta (en) (1925–2008), ancienne maire d'El Paso[39].
- Ruth Sharp Altshuler, philanthrope[40].
- Margaret Harris Amsler (en) (1908–2002), magistrate[41].
- Johnnie Benson[42].
- Tommie Clack (1882–1989)[43].
- Kim Dawson (en), femme d'affaires[44].
- Lillian Dunlap (1922–2003), militaire[45].
- Elithe Hamilton Kirkland (1907–1992), écrivain[46].
- Donna Lopiano (en) (1946–)[47].
- Katie Sherrod, journaliste[48].
- Donnya Stephens[49].
- Dora Dougherty Strother, aviatrice[50].
- Mary Nan West (1925–2001)[51].

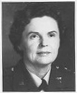
Lillian Dunlap
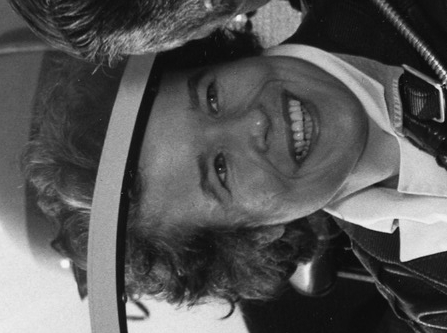
Jean Dougherty Strother

### 1988
- Nancy Brinker (en) (1946–)[52].
- Margaret Pease Harper (1911–1991)[53].
- Ninfa Laurenzo (en) (1924–2001)[54].
- Lane Murray[55].
- Louise Ritter (1943– ), médaillée d'or olympique[56].
- Ruth Taubert Seeger (1924–2014), athlète[57].
- Bert Kruger Smith[58].
- Eleanor Tinsley (1926–2009)[59].

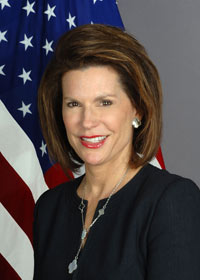
Nancy Brinker

### 1989
- Barbara Bush (1925–), Première dame des États-Unis[60].
- Judith Craven, physicienne[61].
- Gussie Nell Davis (1906–1993)[62].
- Margaret Swan Forbes (1919–2010), nageuse[63].
- L. Ruth Guy (en) (1913–2006), professeure émérite au département de Pathologie à l'University of Texas Southwestern Medical School[64].
- Terry Hershey, environmentaliste[65].
- Lucia Rede Madrid[66].
- Jane Wetzel[67].

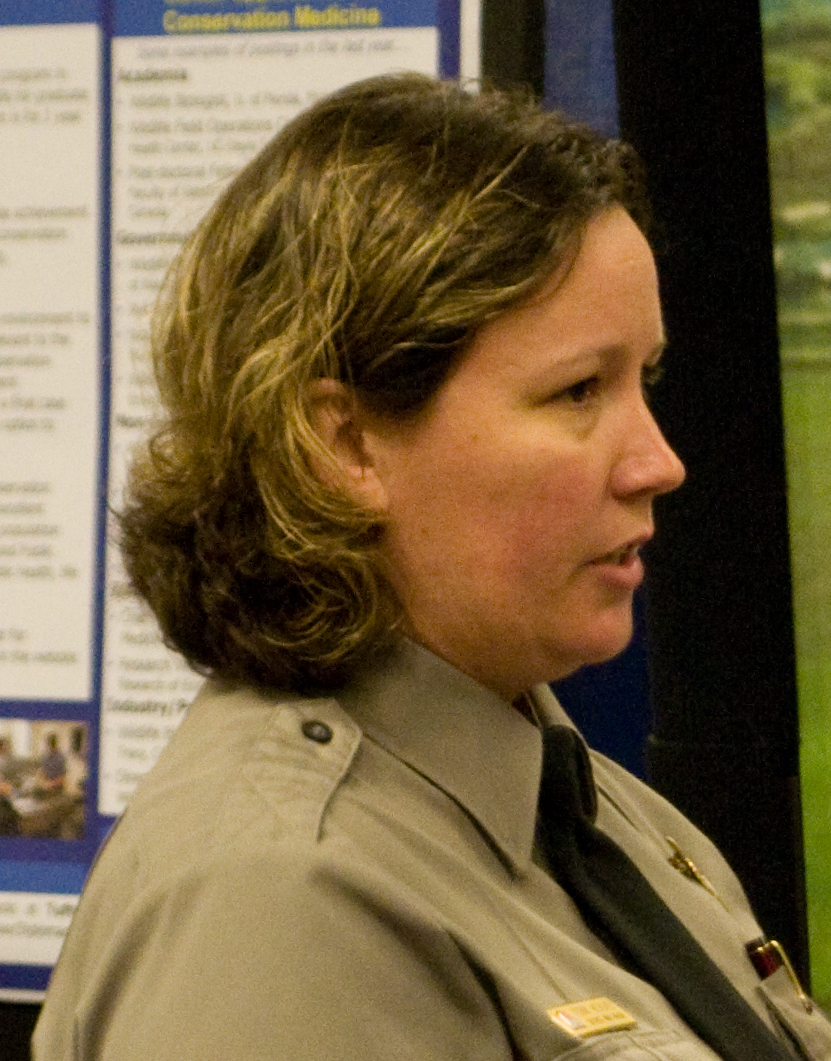
Terry Hershey

### 1993
- Linda Louise Craft (1938–1993)[68].
- Ernestine Glossbrenner[69].
- Gabrielle Kirk McDonald (en) (1942–), juriste[70].
- Eleanor Montague (1926-)[71].
- Aaronetta Pierce[72].
- Gloria G. Rodriguez[73].
- Annette Strauss (en) (1924–1998), maire de Dallas[74].

### 1994
- Rosa Ramírez Guerrero (1934–)[75].
- Irma Rangel (en) (1931–2003)[76].
- Mary Beth Rogers[77].
- Bess Whitehead Scott[78].
- Hallie Stillwell (1897–1997)[79].
- Francie Larrieu Smith (1952–), athlète[80].
- Alvia Wardlaw[81].
- Martha Wong (en) (1939–)[82].
- Eleanor Anne Young (en) (1925–2007), scientifique[83].

### 1996
- Ebby Halliday (en) (1911–2015)[84].
- Rita Crocker Clements (en) (1931–)[85].
- Zina Garrison (1963–), joueuse de tennis professionnelle[86].
- Sybil Harrington (1908–1998)[87].
- Kay Bailey Hutchison (1943–), sénatrice[88].
- Vassar Miller (en) (1924–1998), écrivain[89].
- Helen Oujesky, professeure de microbiologie[90].
- Ruby Lee Piester[91].
- Dian Graves Stai[92].
- Sonya Eva Singletary (1952–2015), chirurgienne[93].

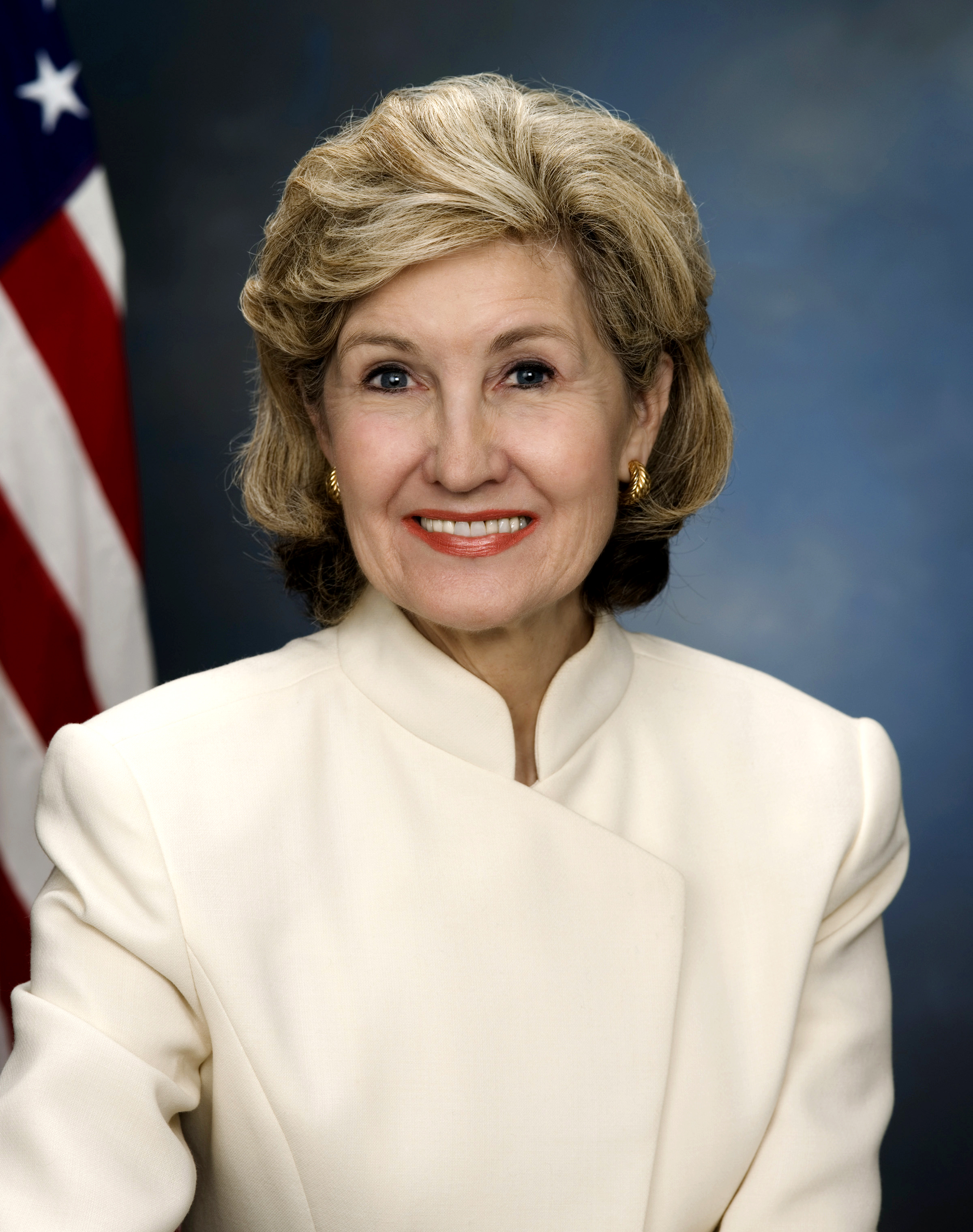
Kay Bailey Hutchison

### 1998
- Norma Lea Beasley (1931–2012), magistrate[94].
- Shirley Thompson Carter (1935–2001)[95].
- Elizabeth Lyons Ghrist[96].
- Kay Granger (1943–)[97].
- Dixie Melillo, physicienne[98].
- Diana Natalicio[99].
- Marsha Sharp (en) (1952–)[100].

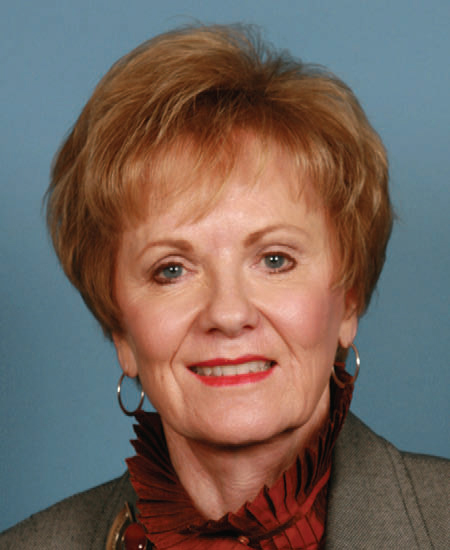
Kay Granger
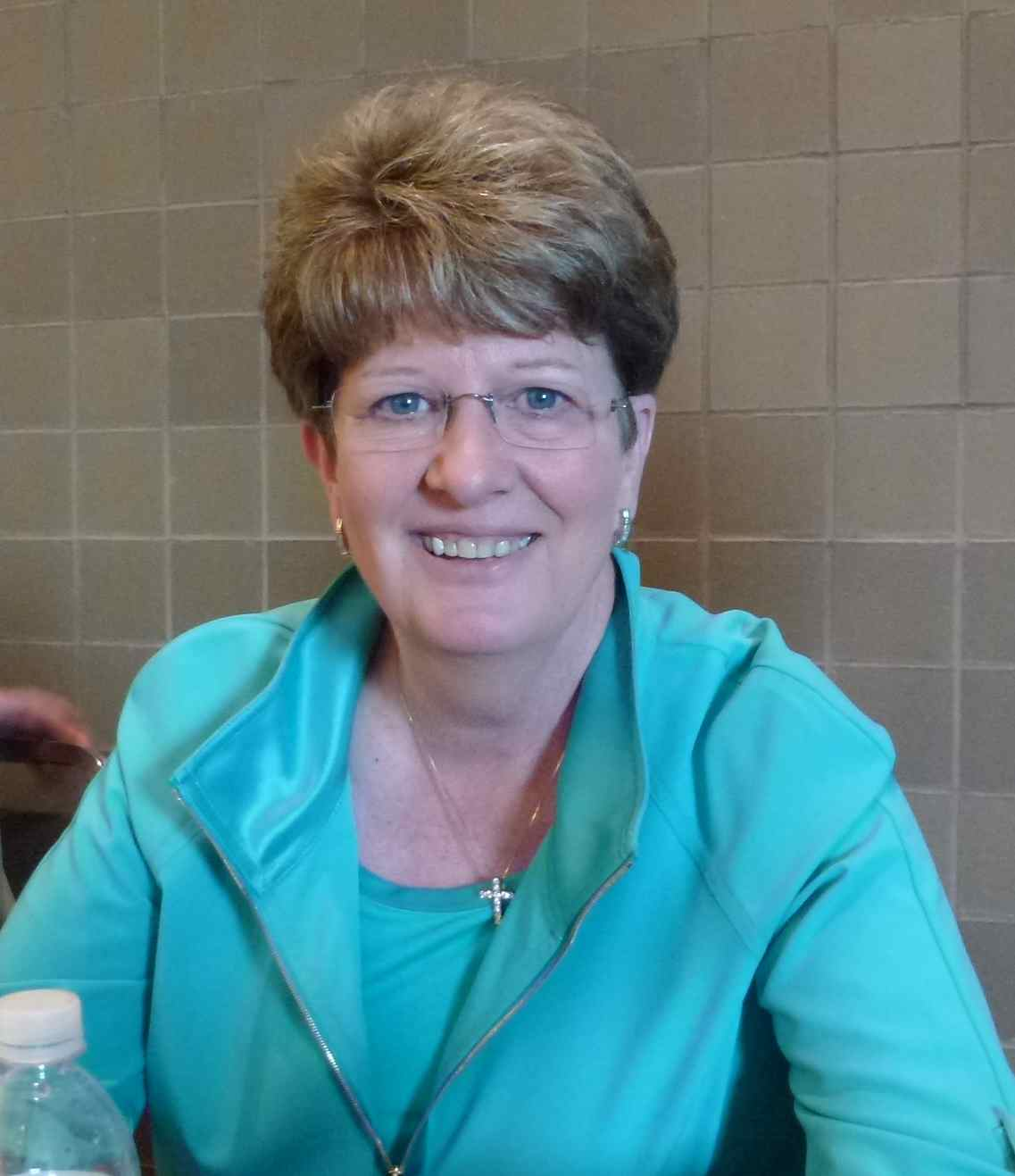
Marsha Sharp

### 2000
- Tillie Burgin[101].
- Carol Dinkins, environmentaliste[102].
- Anna María Farías[103].
- Juliet V. García[104].
- Glenna Goodacre (1939–), sculptrice[105].
- Wendy Harpham, physicienne[106].
- Jinger L. Heath[107].
- Dealey Herndon[108].
- Mamie L. McKnight[109].
- Jo Stewart Randel[110].
- Judy Rankin (1945–), joueuse de golf pro[111].

### 2002
- Karen Hughes (1956–)[112].
- Mae Jemison (1956–), astronaute[113].
- Angela Murdaugh (en)[114].
- Ann Williams, professeure de danse[115].

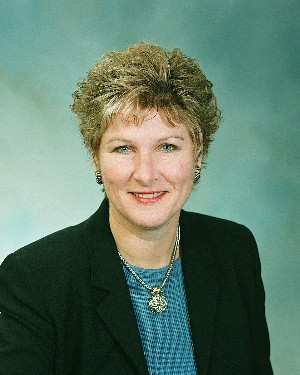
Karen Hughes
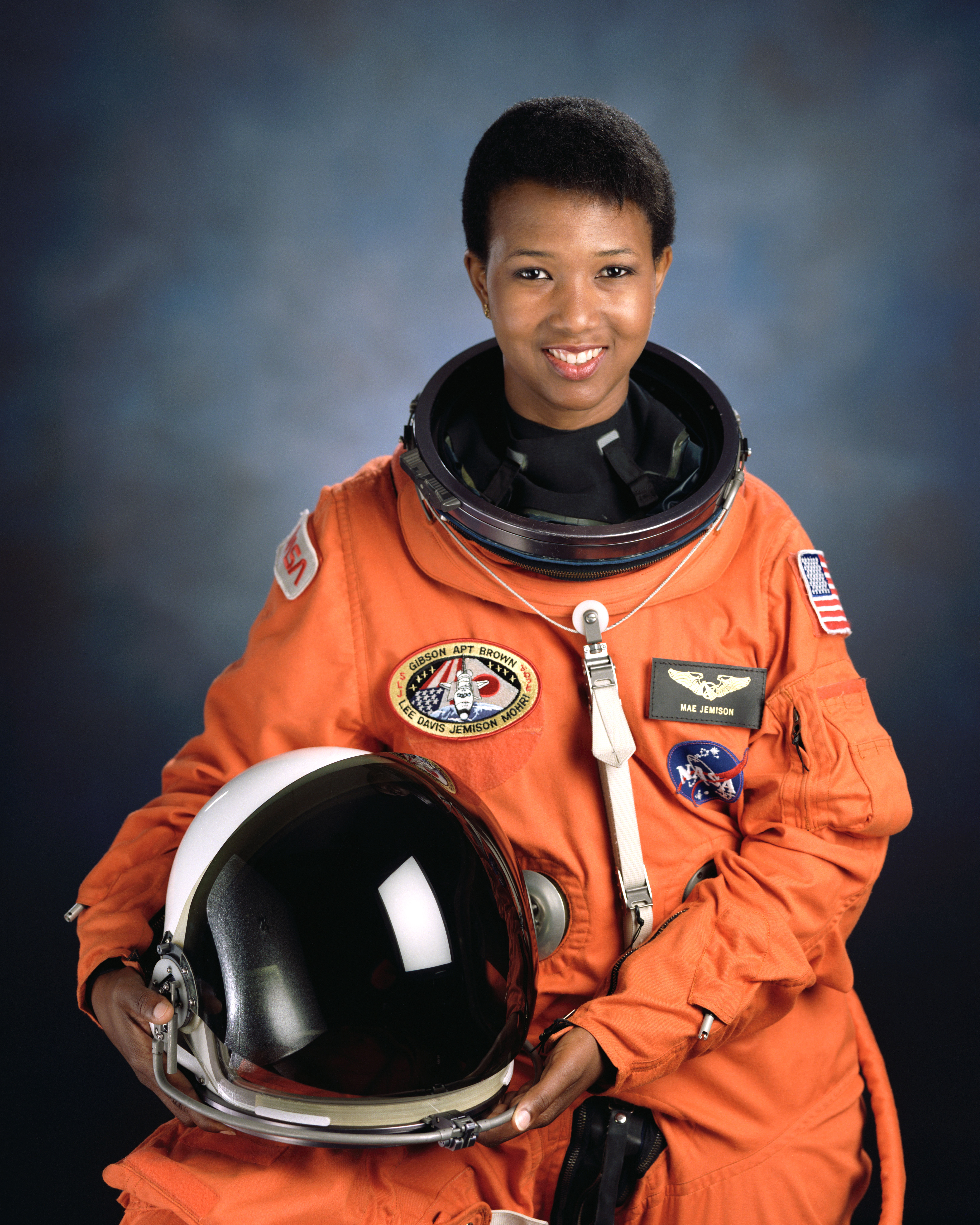
Mae Jemison

### 2004
- Susan Combs (en) (1945–)[116].
- Trinidad Mendenhall[117].
- Mary Meyers Rosenfield (1910–2006)[118].
- Sheryl Swoopes (1971–), joueuse de basketball professionnelle[119].

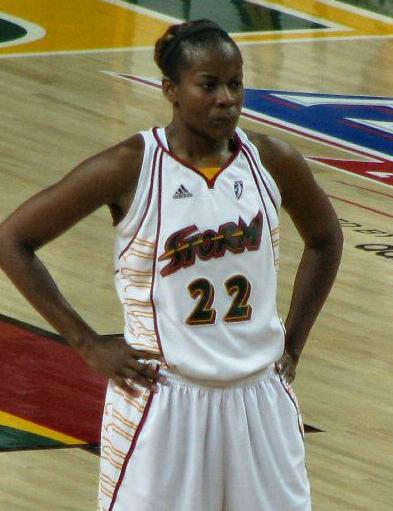
Sheryl Swoopes

### 2006
- Amanda Dunbar (en) (1982–), artiste[120].
- Kathleen Foster[121].
- Shirley Neeley[122].
- Ellen Vitetta (en), microbiologiste[123].

### 2008
- Elsa Murano (en) (1959–)[124].
- Sandra Day O'Connor (1930–), première américaine à la Cour suprême des Etats-Unis[125].
- Carolyn Peterson, architecte[126].
- Louise Hopkins Underwood (1919-)[127].
- Huda Zoghbi (1955–)[128].

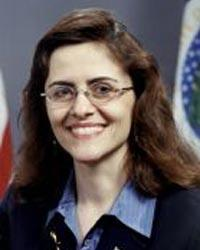
Elsa Murano
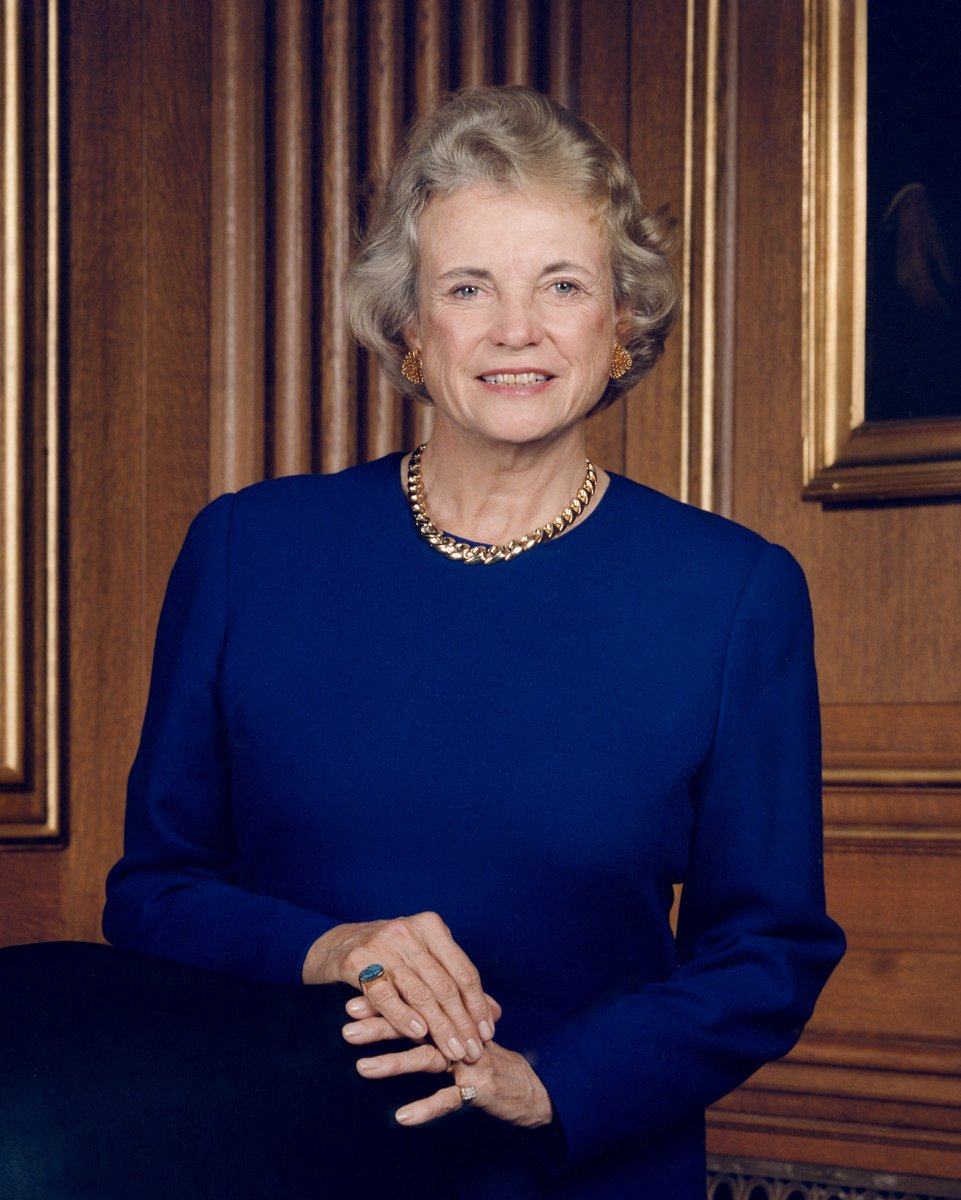
Sandra Day O'Connor
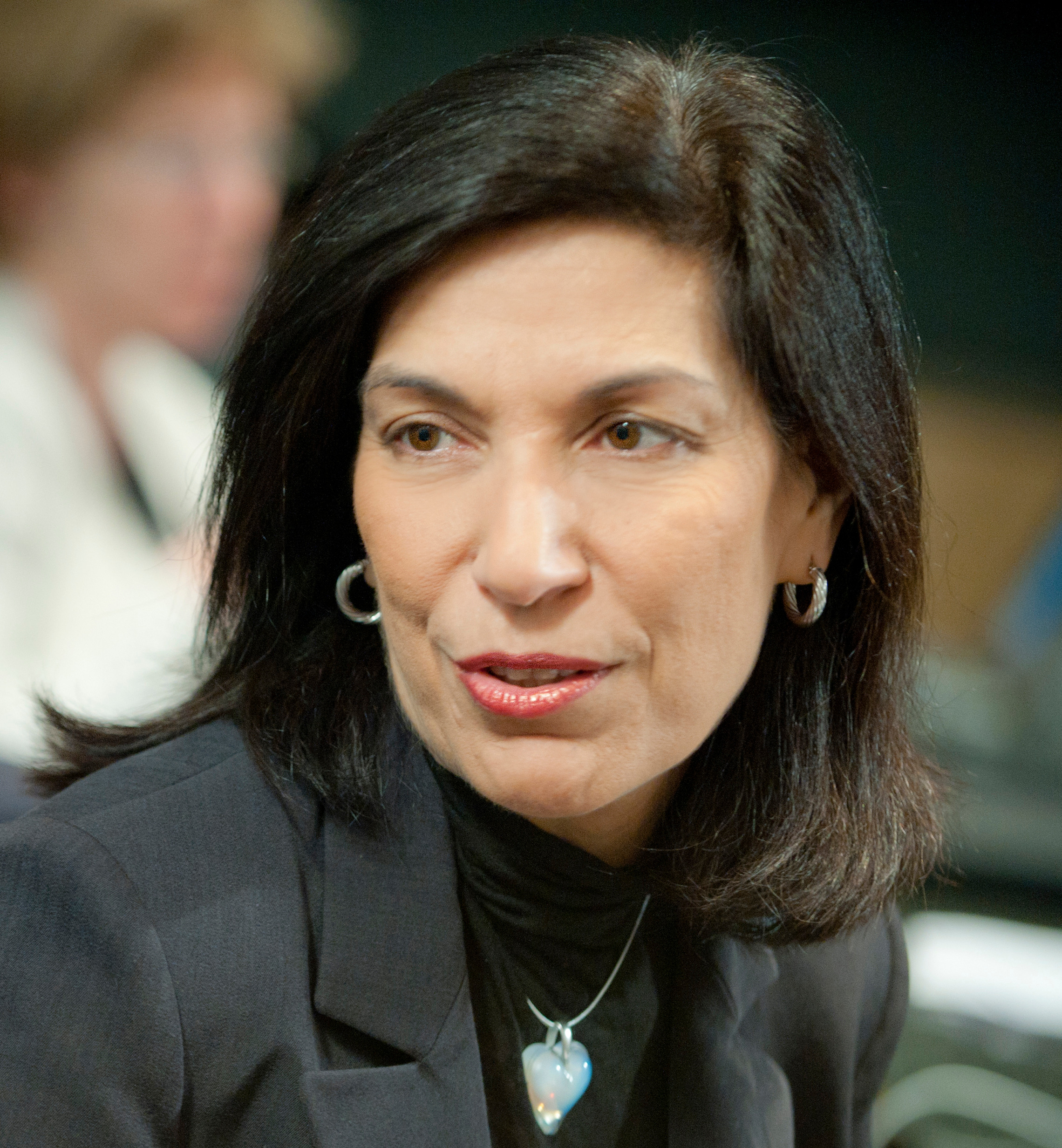
Huda Zoghbi

### 2010
- Nancy Dickey (en), éducatrice[129].
- Erma Johnson Hadley (d.2015)[130].
- Teresa Lozano Long[131].
- Judy Castle Scott[132].
- Pamela Willeford (en) (1950–), ambassadeur en Suisse et au Liechtenstein[133].

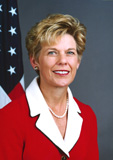
Pamela Willeford

### 2012
- Barbara Smith Conrad (en) (1940–2017), Mezzo soprano[134].
- Anne Corn, professeure émérite à l'Université Vanderbilt[135].
- Nina Godiwalla, journaliste[136].
- Harriet O'Neill (en)[137].
- Mary Saunders[138].

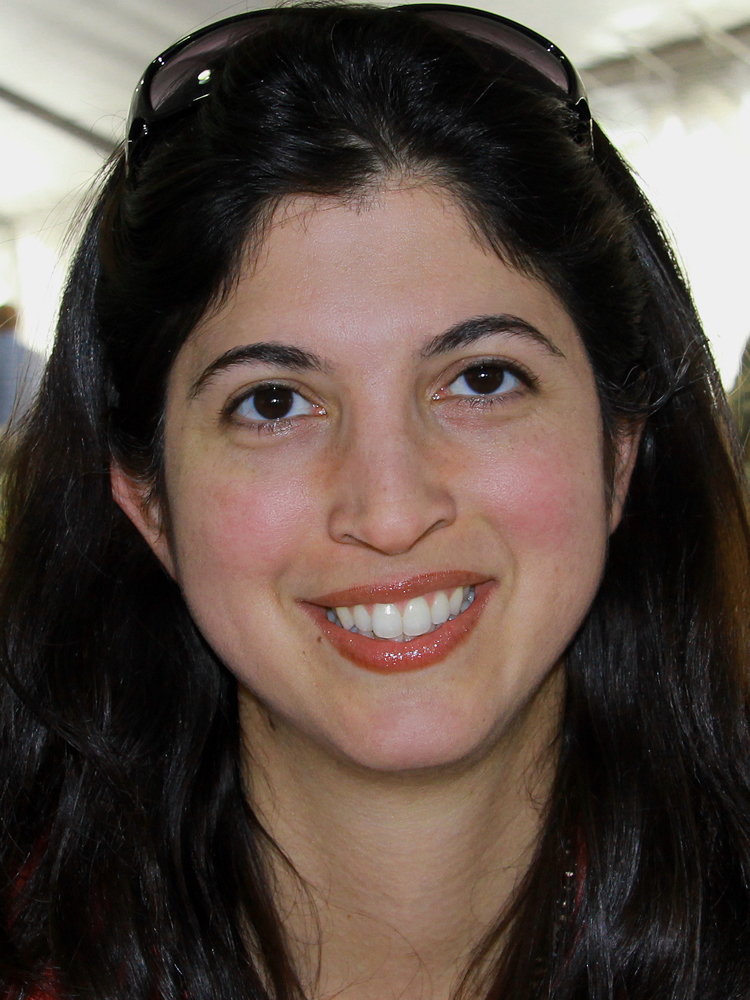
Nina Godiwalla

### 2014
- Nandita Berry (en) [139]
- Joanne Herring[140].
- Kim Olson[141].

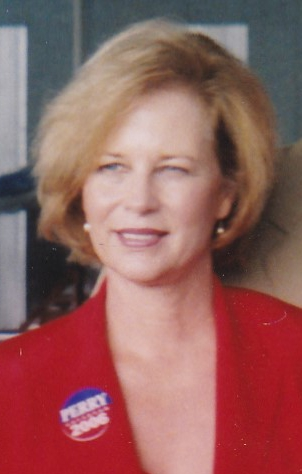
Anita Perry (en)[141].
- Ann Stuart (en)[142].
- Senfronia Thompson (en)[143].
- Deborah Tucker[144].
- Carolyn Wright, juge[145].

- Anita Perry

### 2016
- Selena

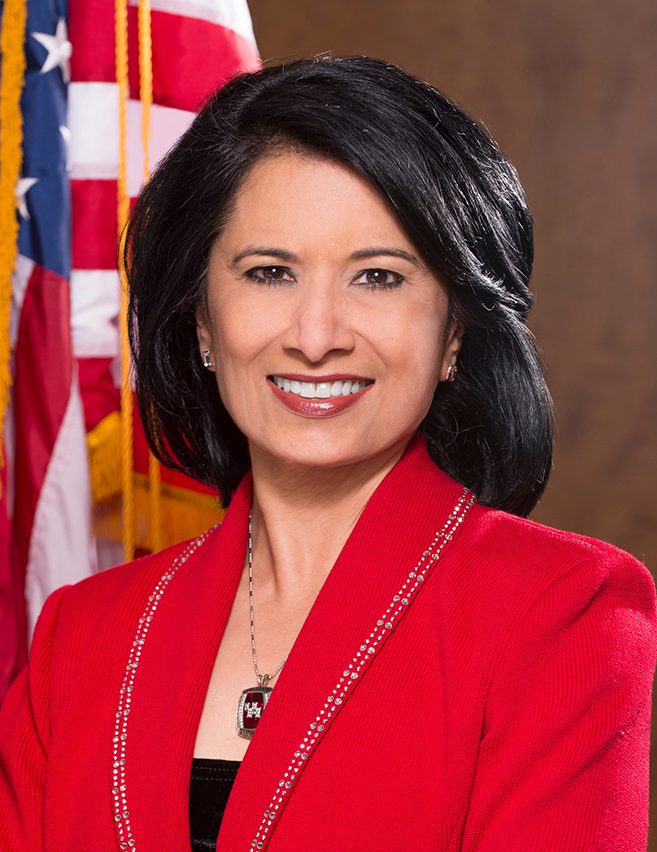
Renu Khator
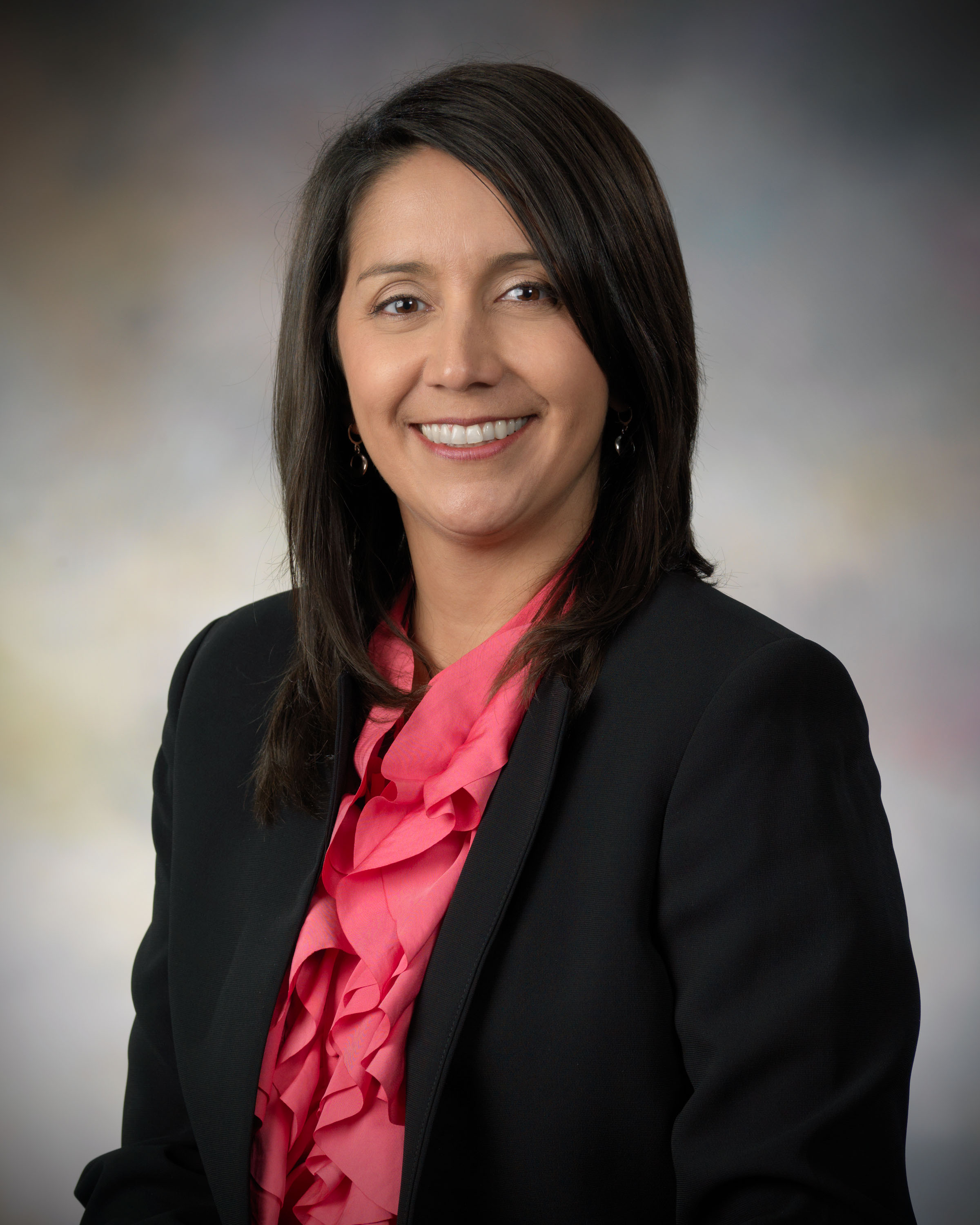
Ginger Kerrick
- Susie Hitchcock-Hall
- Emma Carter Browning

- Renu Khator
- Ginger Kerrick

### 2018
- Judith Zaffirini
- Elizabeth Anne Sueltenfuss

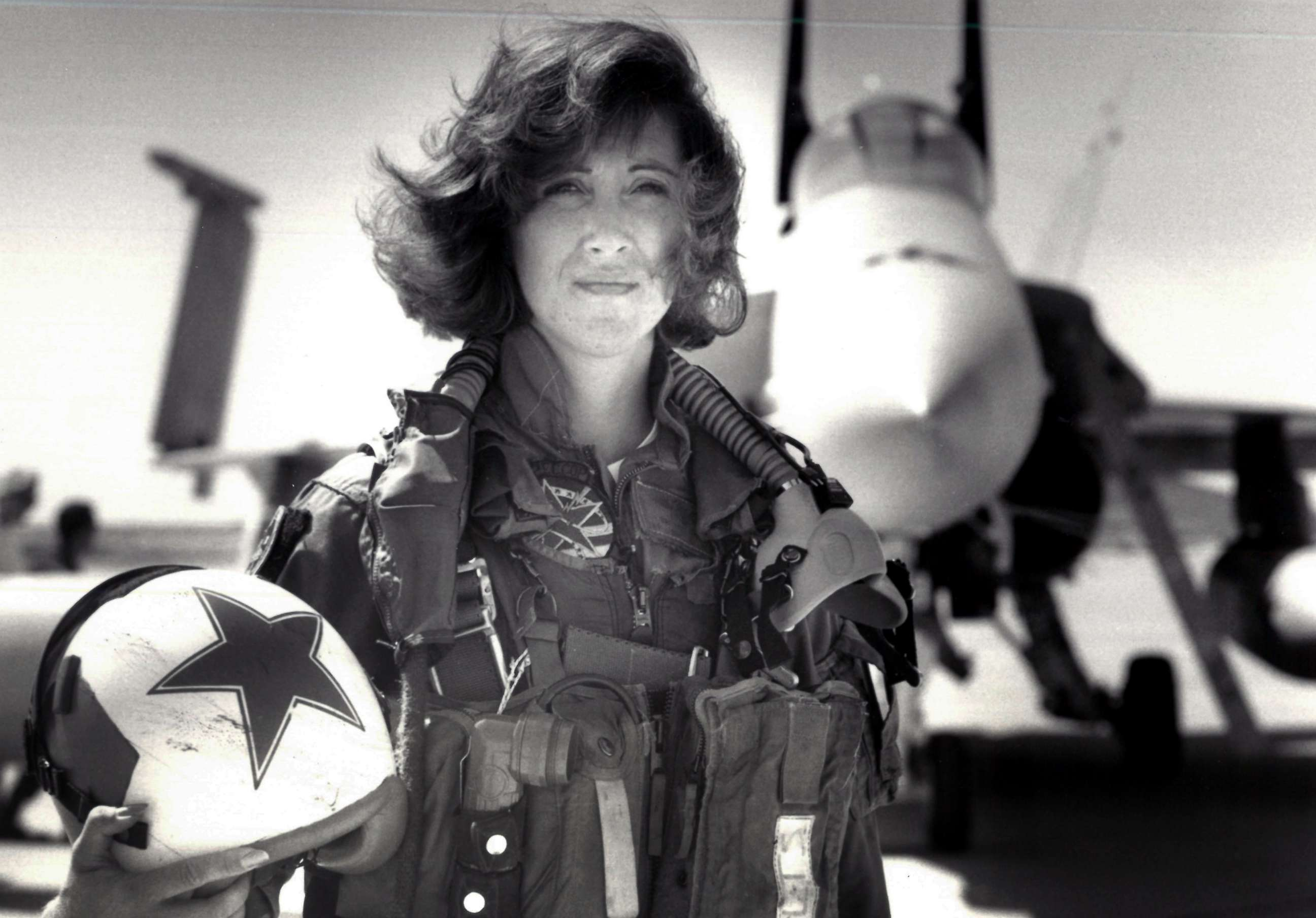
Tammie Jo Shults
- Susan Dell
- Vikki Carr
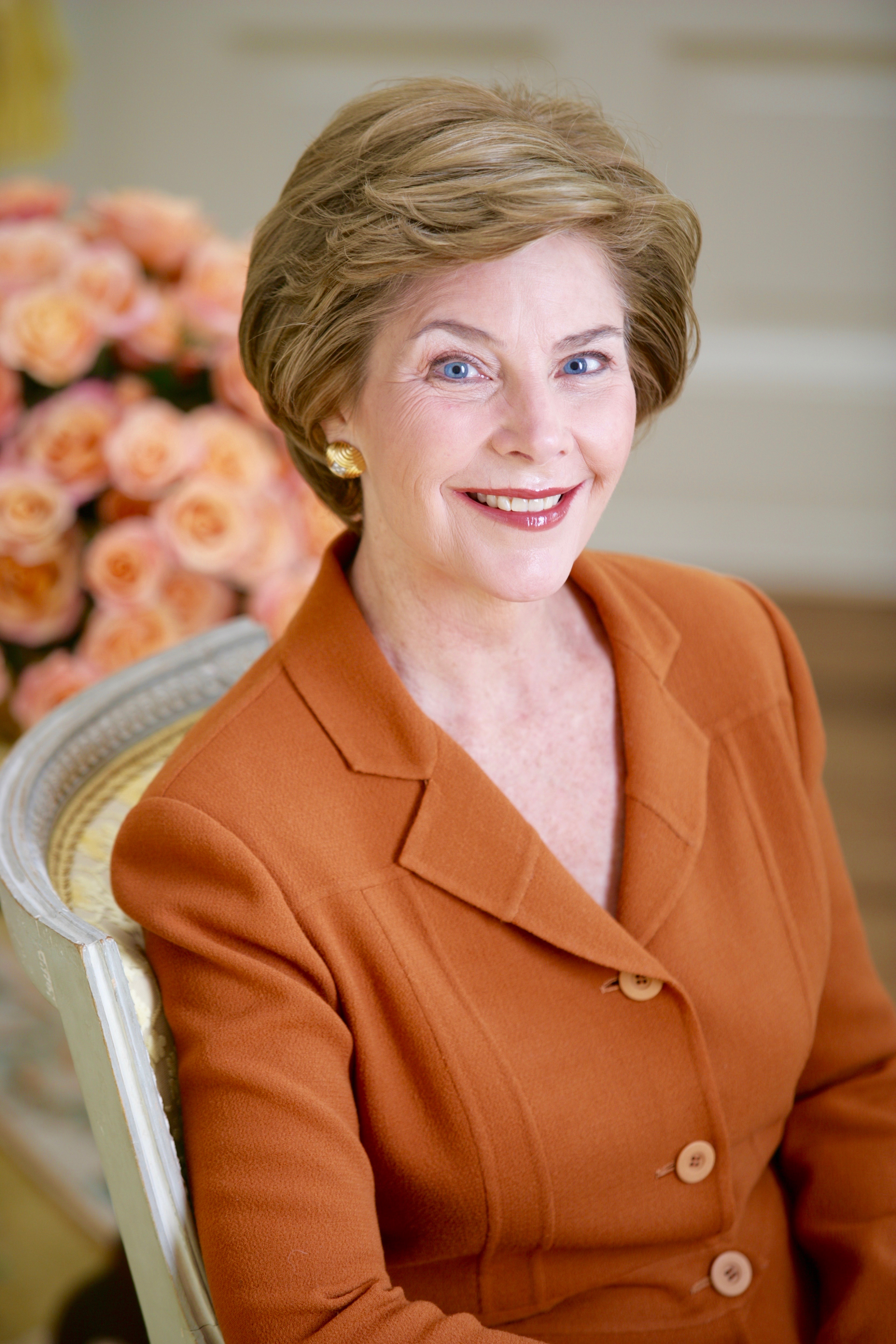
Laura Bush
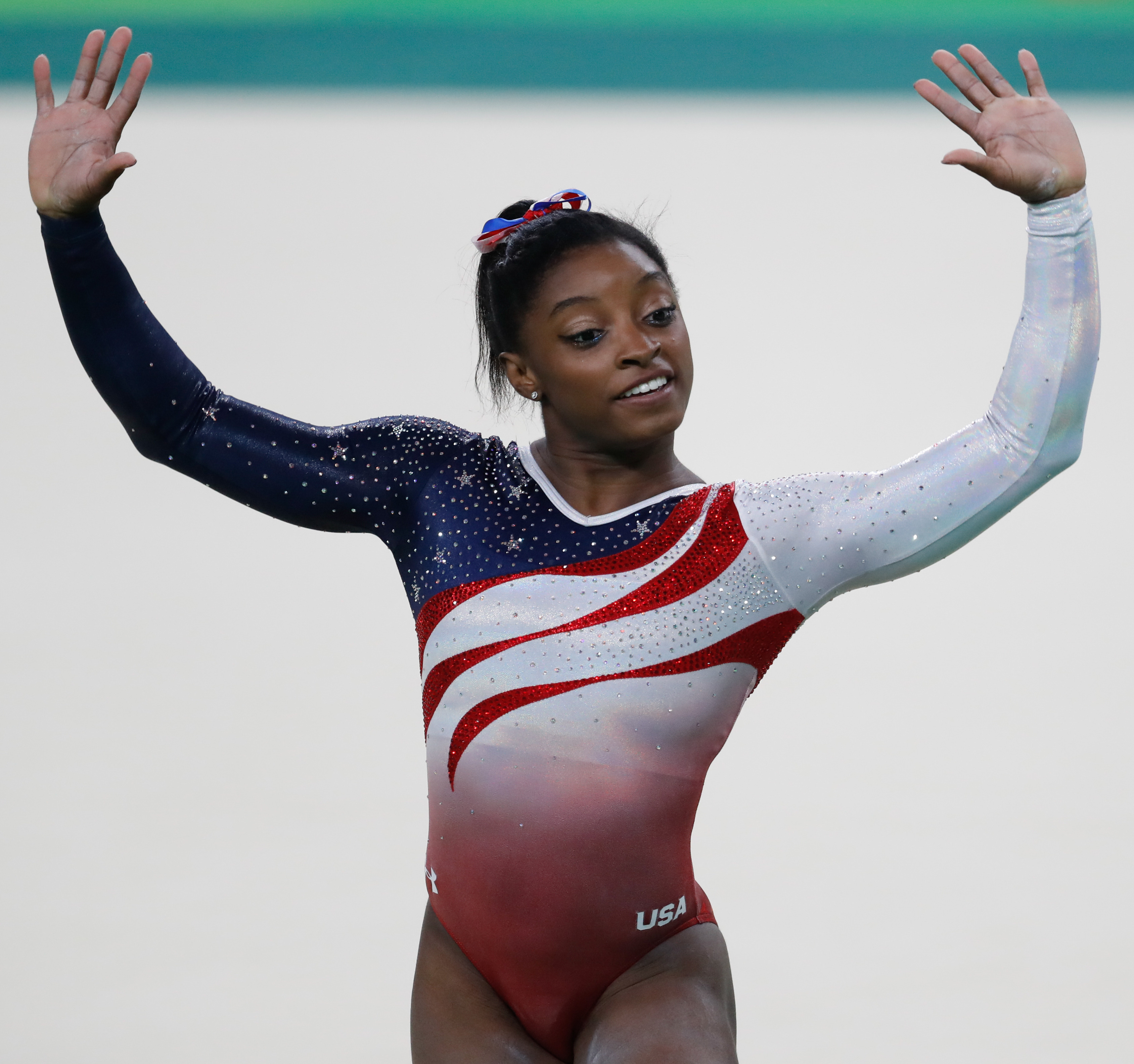
Simone Biles

- Tammie Jo Shults
- Laura Bush
- Simone Biles

### 2021
- Ofelia Vasquez-Philo
- Elaine Stolte

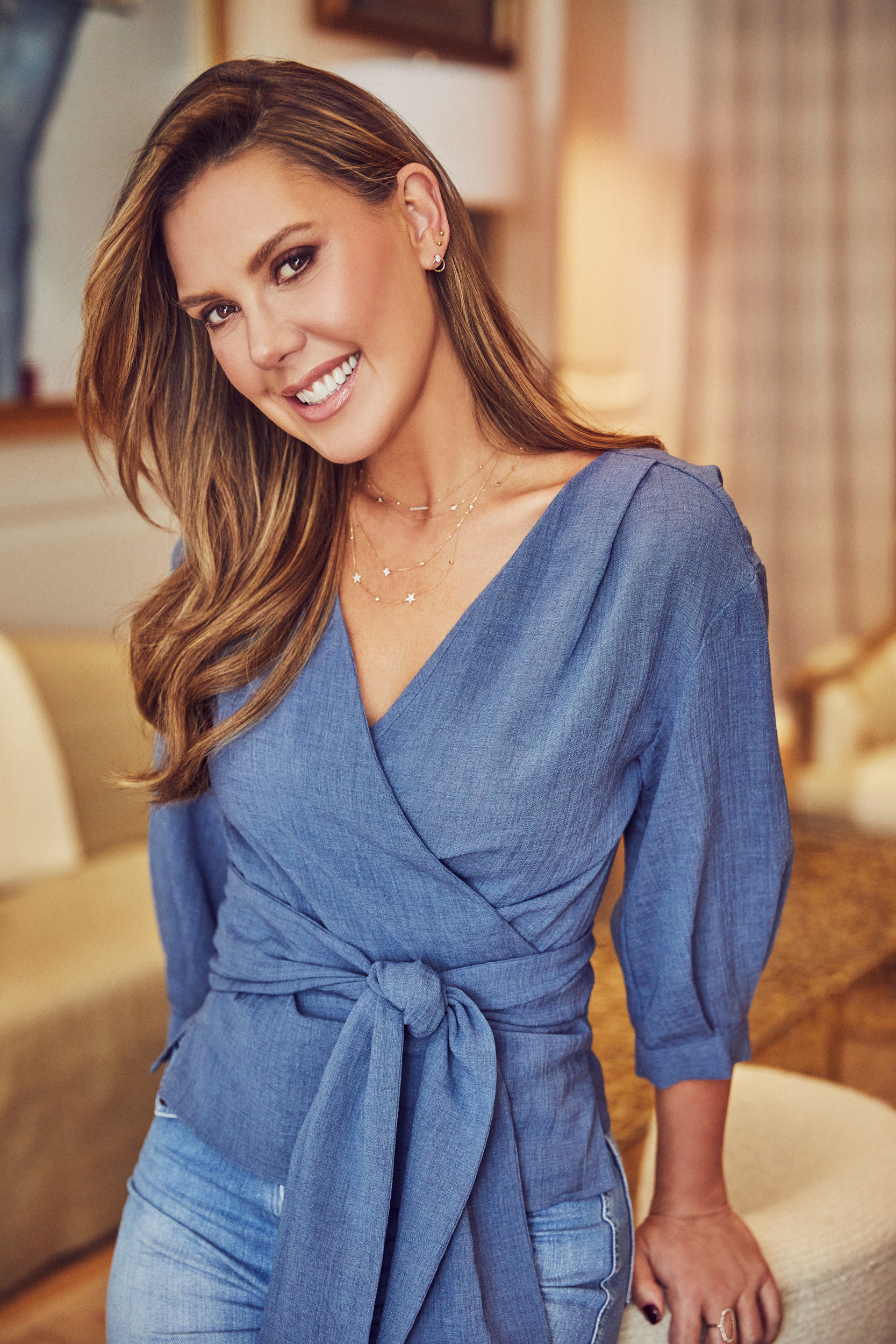
Kendra Scott
- Dawn Ferrell
- Charlye O. Farris
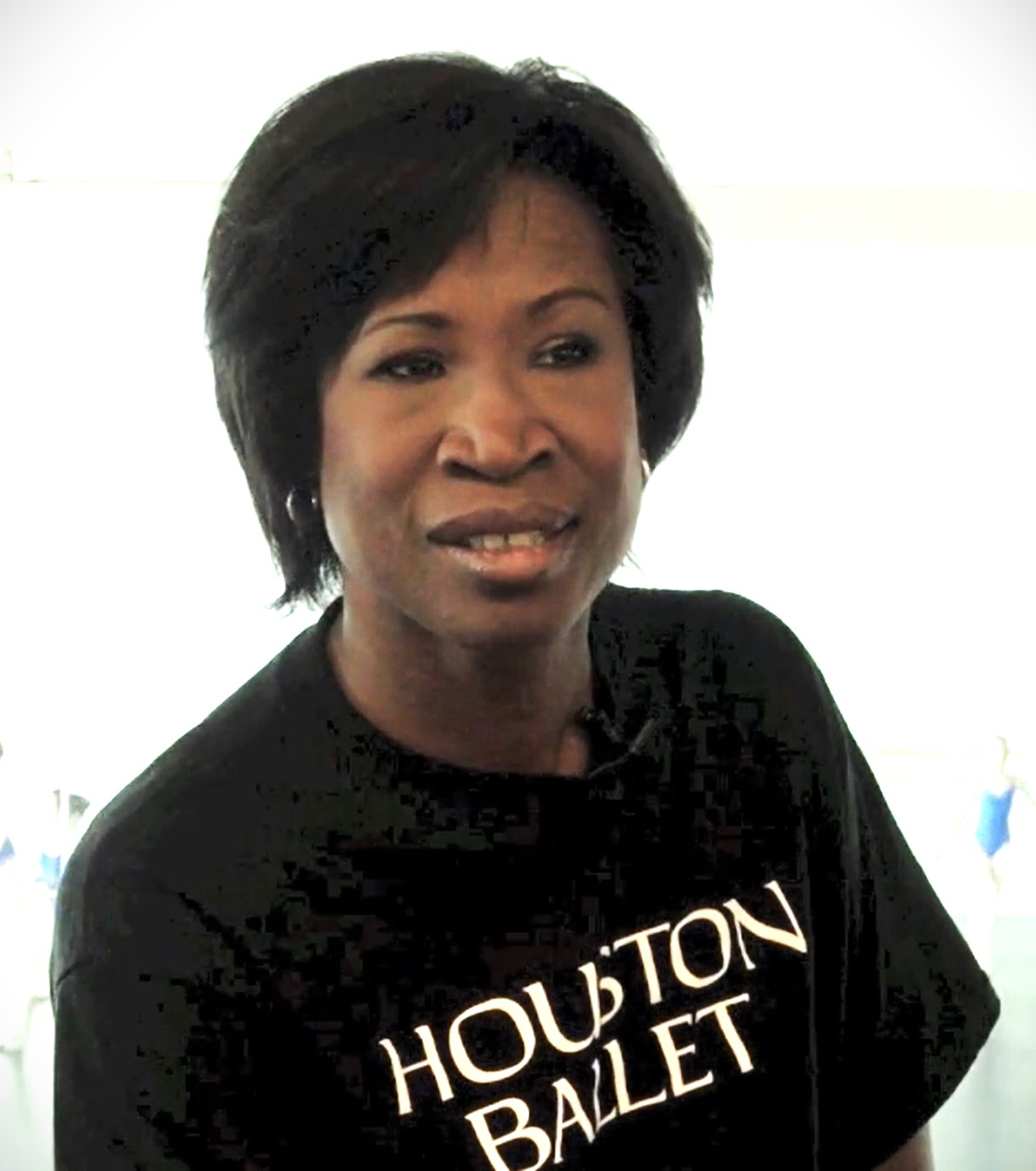
Lauren Anderson

- Kendra Scott
- Lauren Anderson

### 2023
- Elizabeth Suarez
- Charlotte Sharp
- Antonietta Quigg
- Lavinia Masters

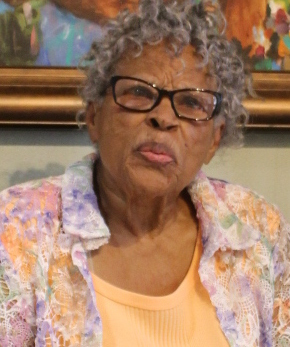
Opal Lee
- Mary Horn
- Val LaMantia
- Leta Andrews

- Opal Lee